# 雅典國家考古博物館
雅典國家考古博物館（希臘語：Εθνικό Αρχαιολογικό Μουσείο）是一座位於希臘雅典的一間國家博物館，它被認為是世界上最偉大的博物館之一，收藏了世界上最豐富的古希臘文物，這些文物主要來自於希臘各地，自史前到古代晚期的各種考古地點。。
考古博物館位於雅典市中心的艾克薩仕亞 (Exarcheia) 地區，毗鄰歷史建築国立雅典理工大学。

## 歷史
希臘的首間國立考古博物館由希臘總理揚尼斯·卡波迪斯特里亞斯於1829年在愛琴娜島成立。自那時起，考古收藏品在不同展覽場地展出。1858年，為博物館地點和建築設計舉辦了一項國際建築設計比賽。
雅典國家考古博物館於1866年在目前的位置開始興建，並於1889年完成，外觀是新古典主義建築。

## 著名館藏

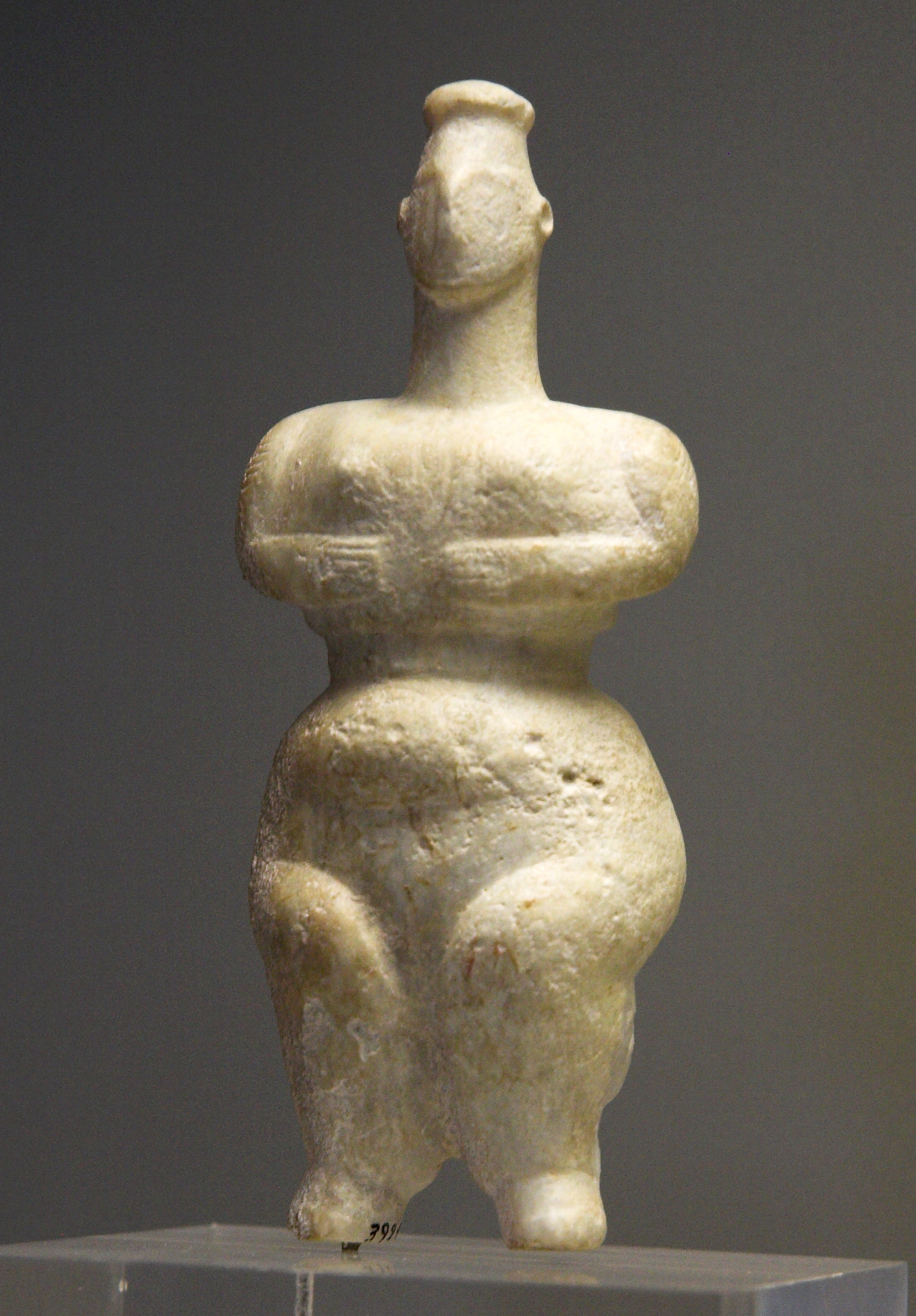
新石器時期女像，發現于斯巴達
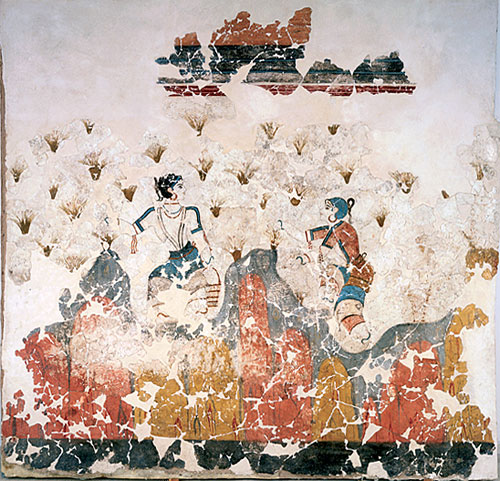
番紅花采集者壁画, 锡拉岛
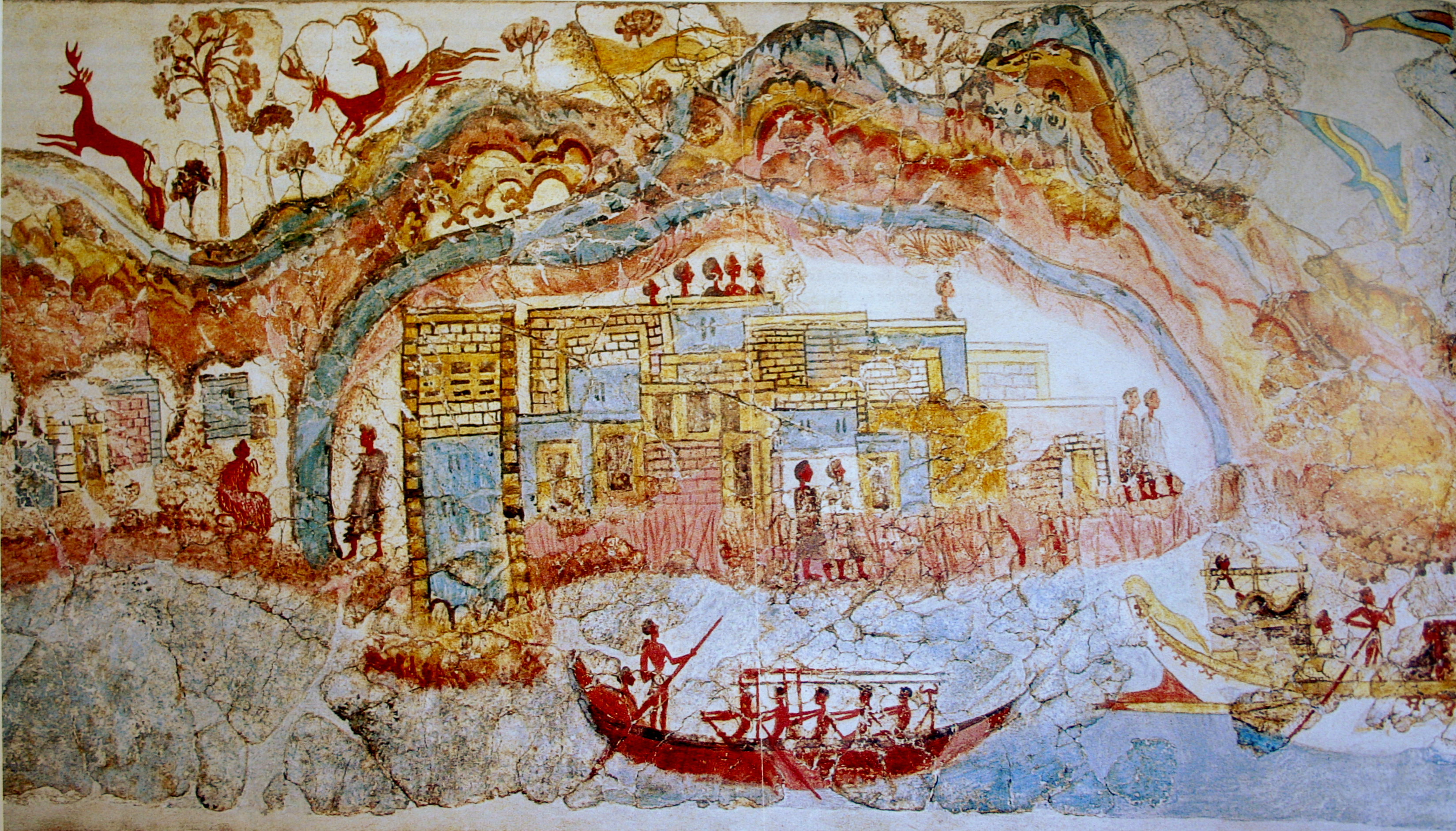
米诺斯船舶壁画
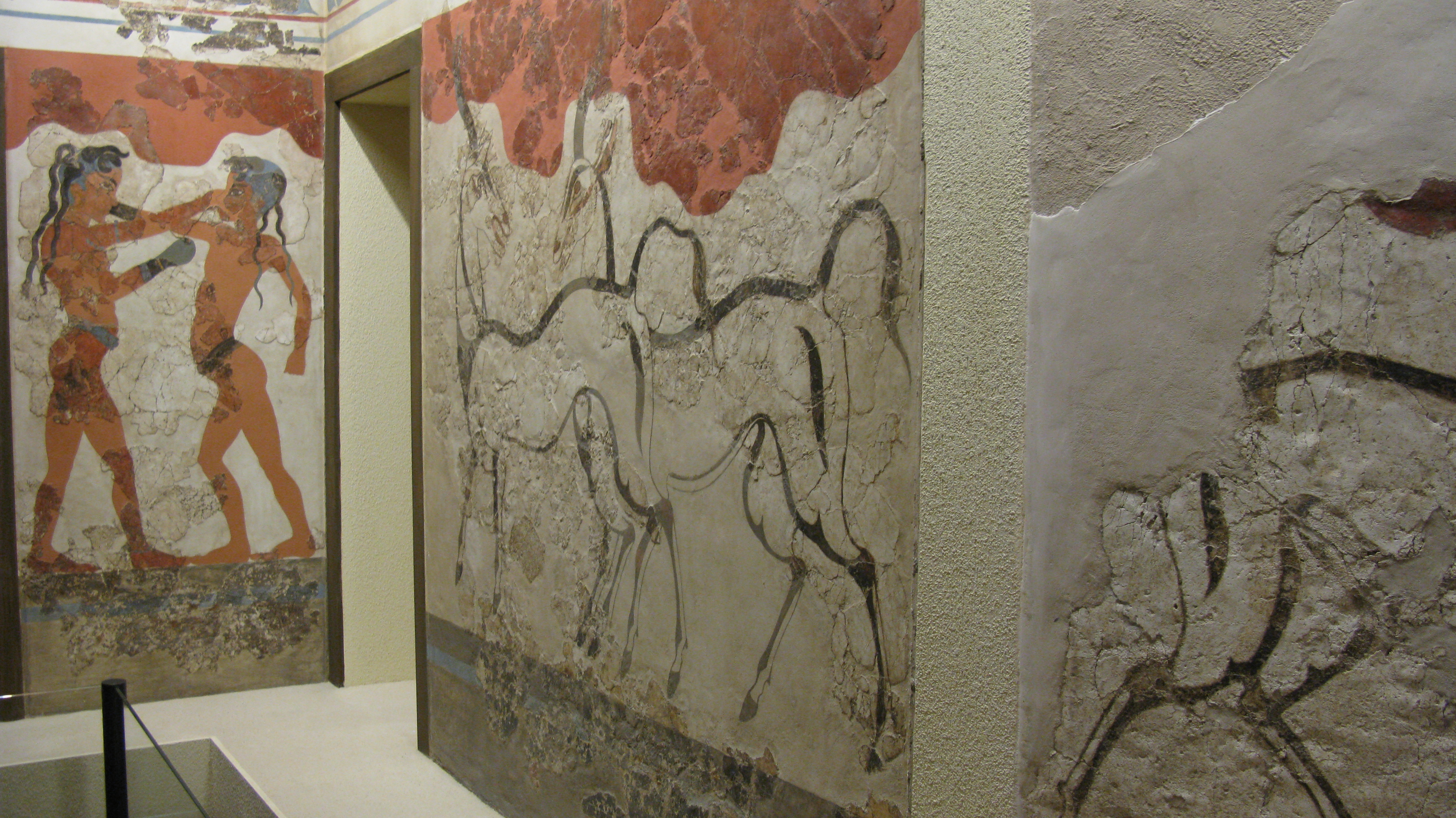
锡拉岛拳击壁画
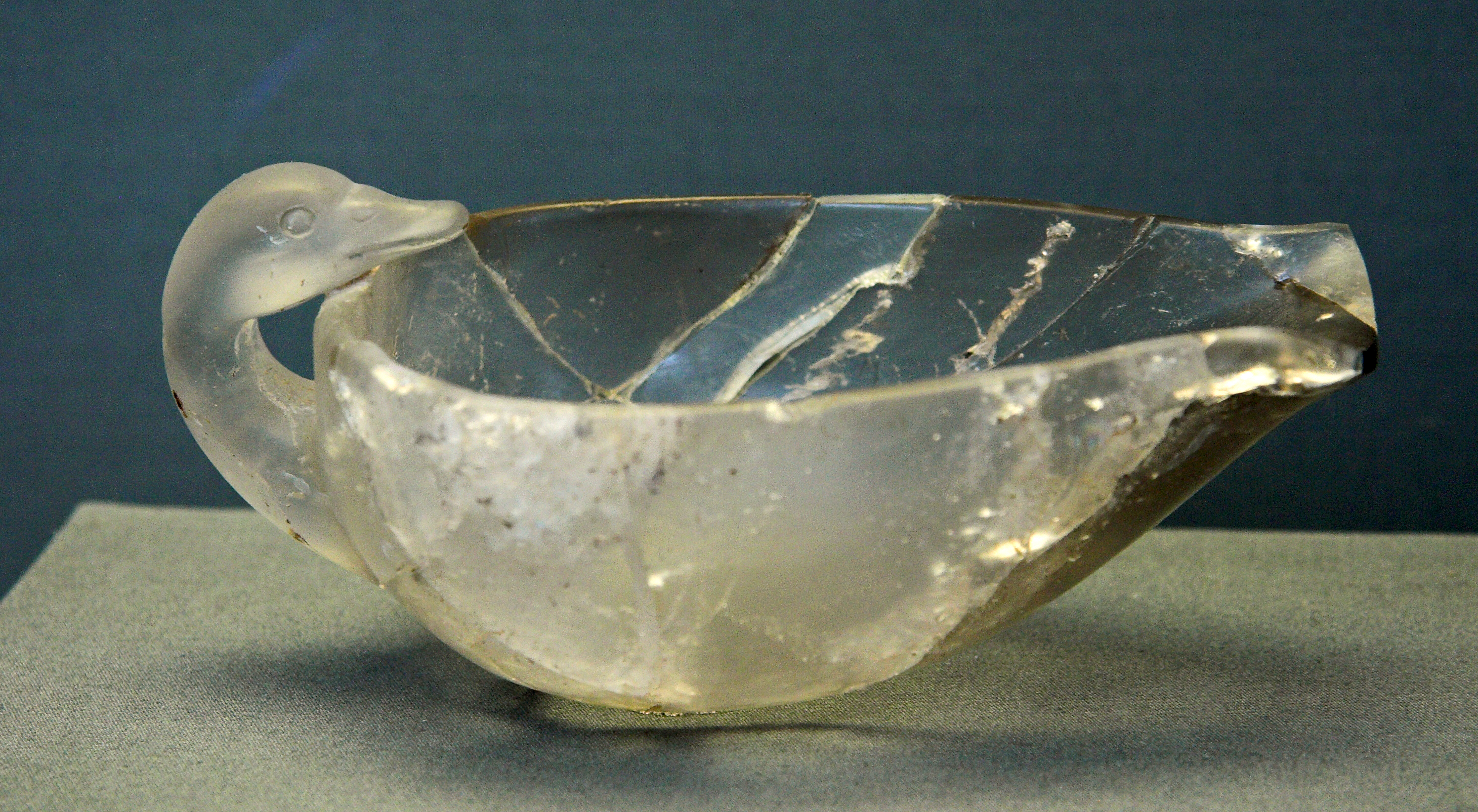
邁錫尼玻璃盞
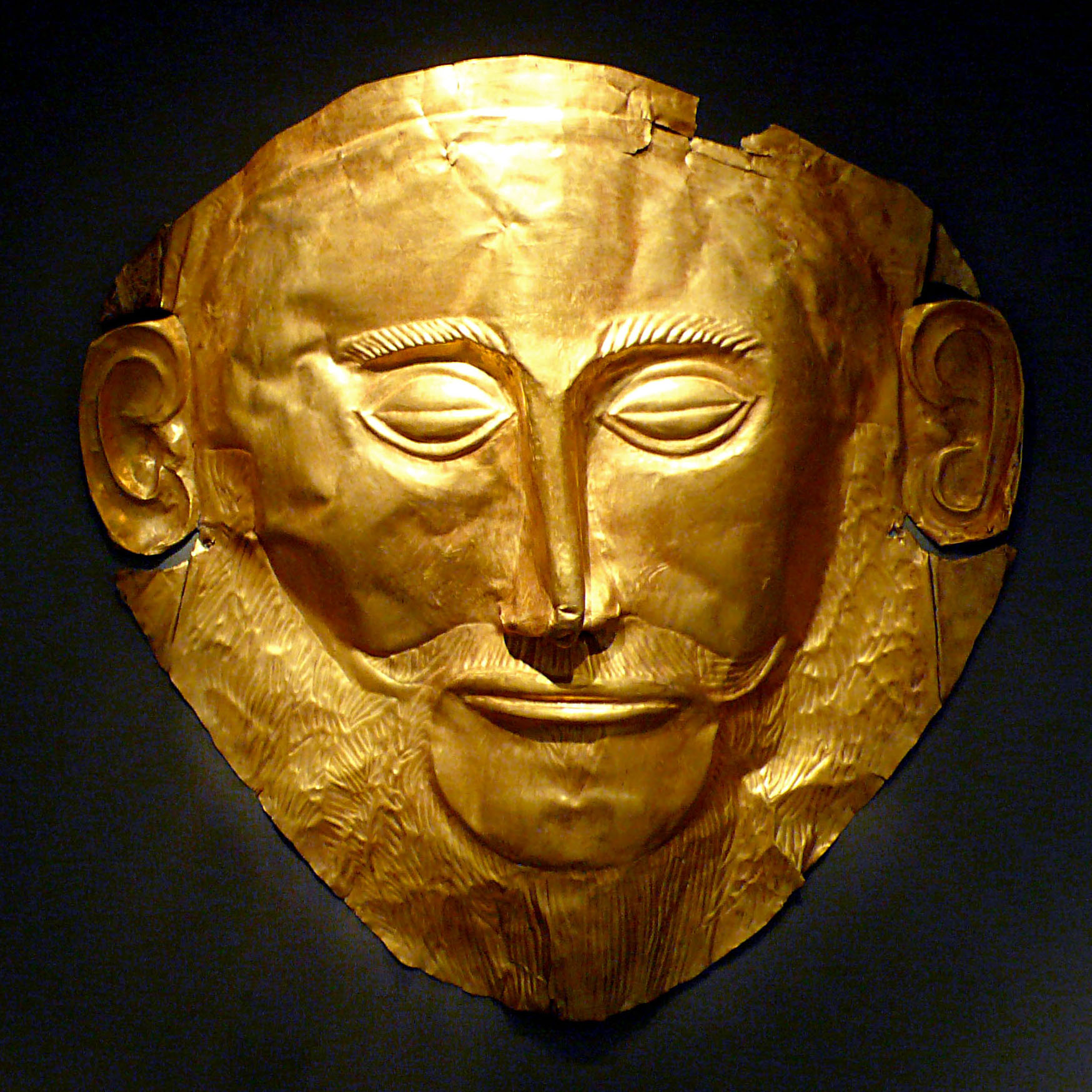
"阿伽门农的面具"
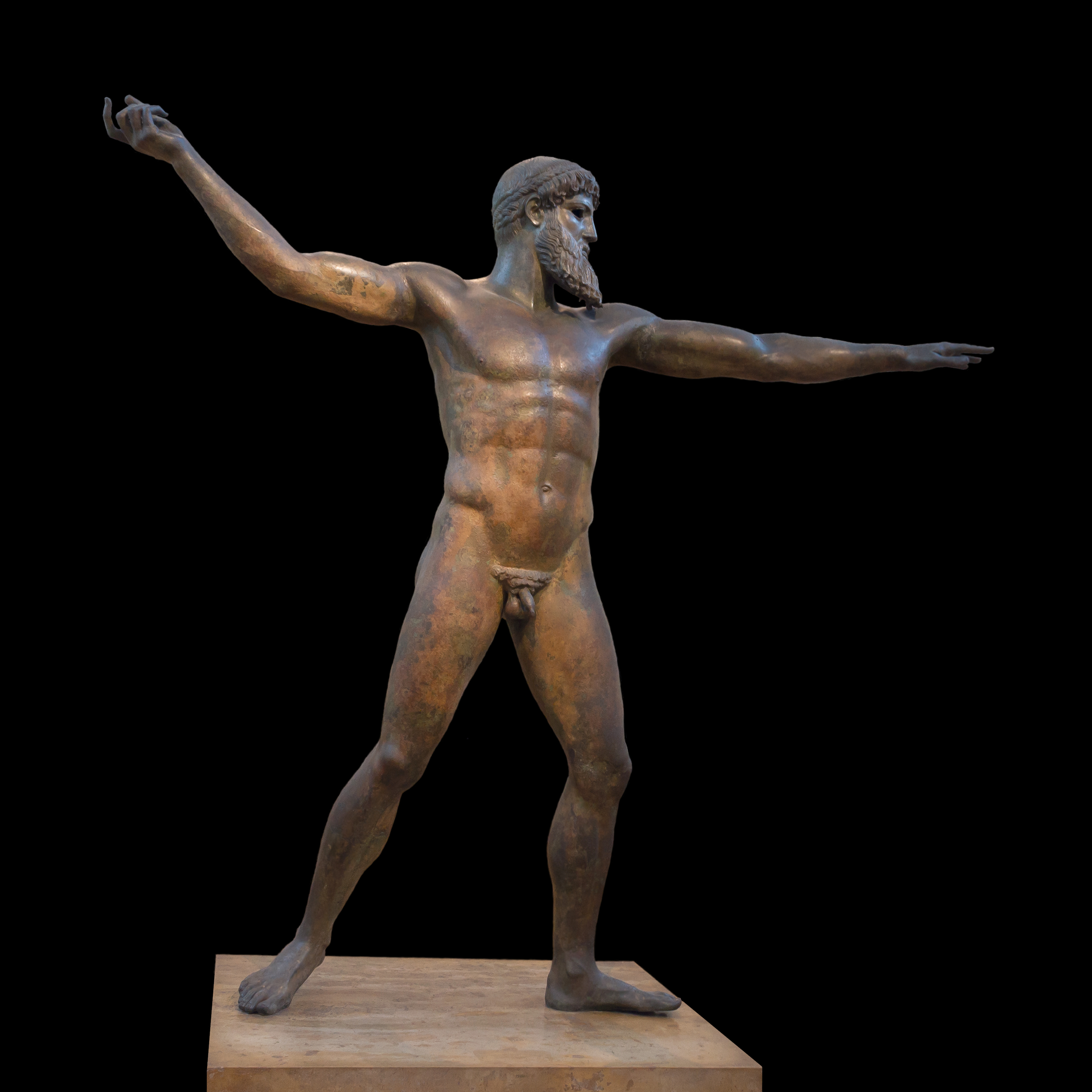
宙斯铜像
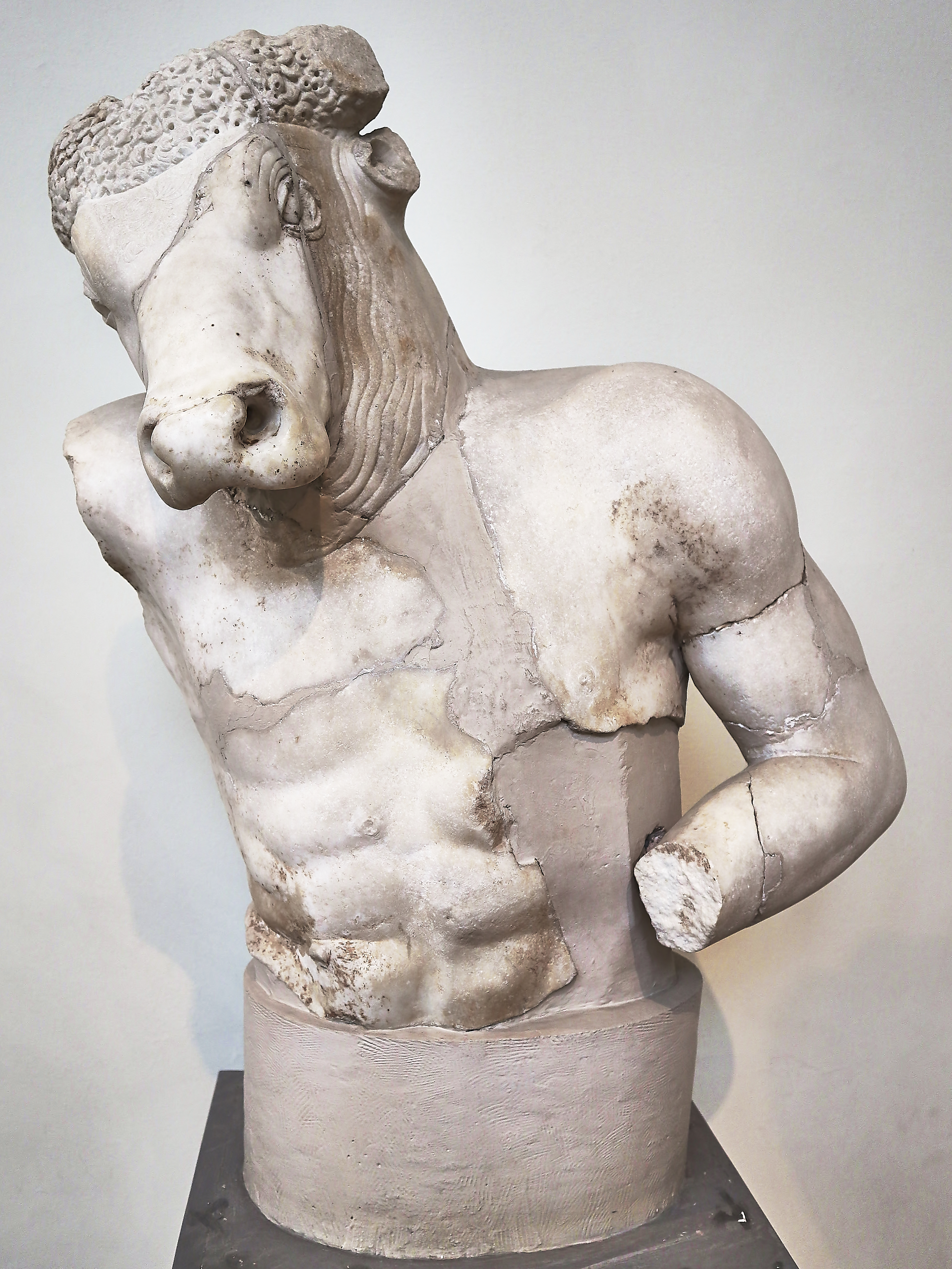
米諾陶諾斯半身像
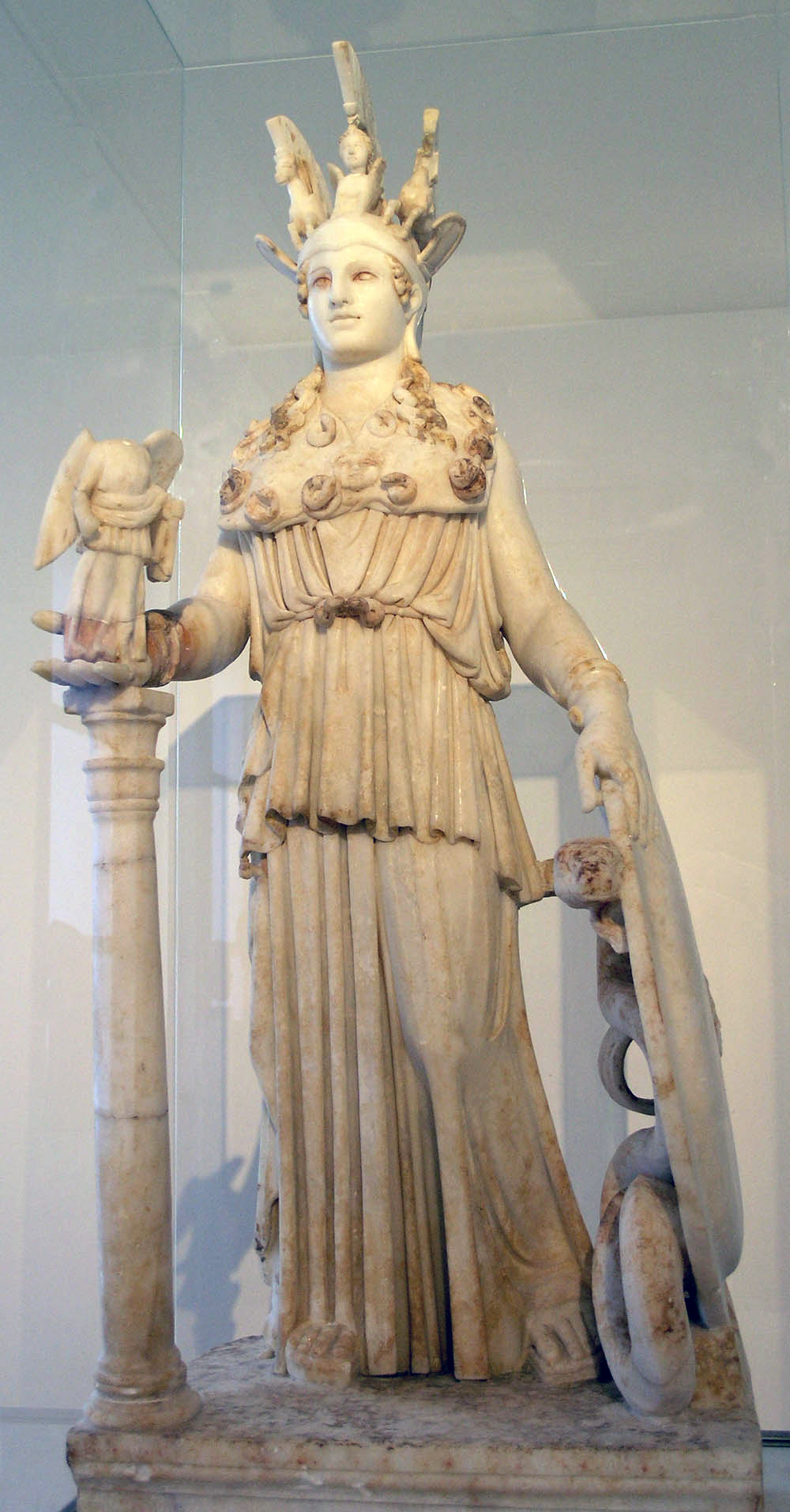
处女雅典娜
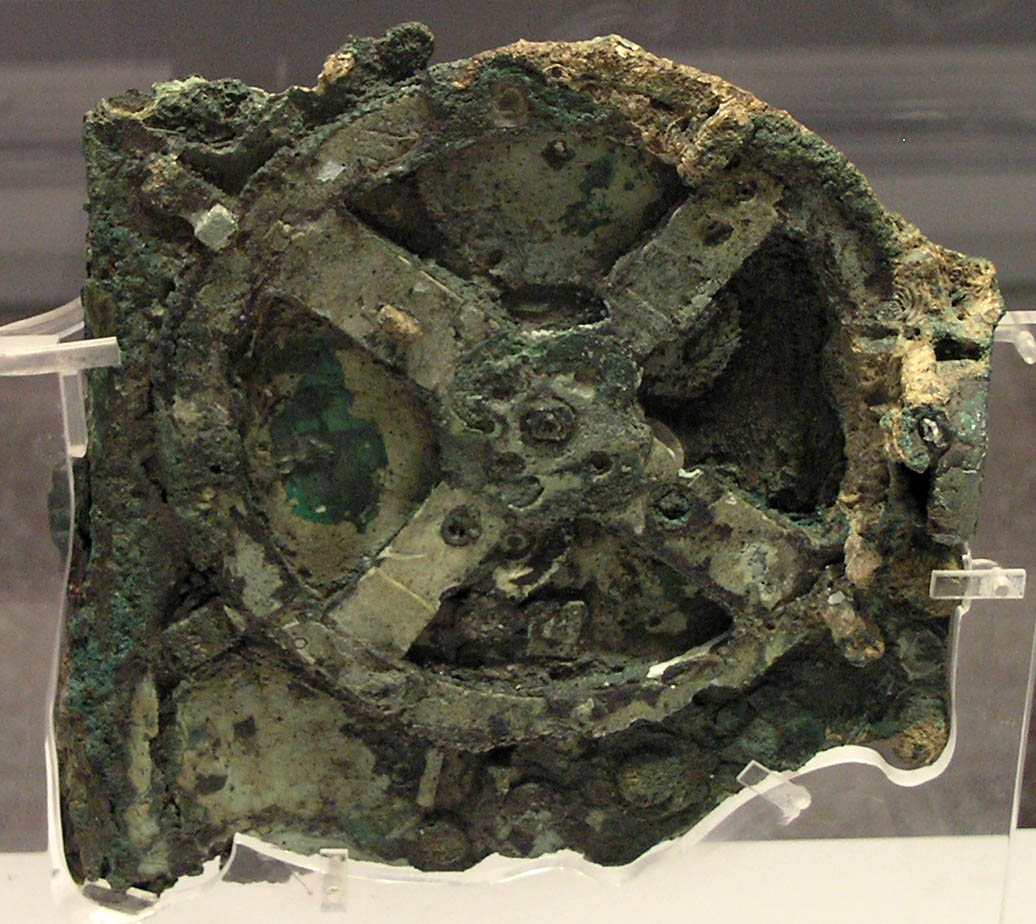
安提基特拉机械

## 外部連結
- National Archaeological Museum of Athens （页面存档备份，存于） Official website
- Review of The National Archaeological Museum in Athens at UNRV.com
- High-resolution 360° Panoramas of Archaeological Museum | Art Atlas （页面存档备份，存于）
- National Archaeological Museum of Athens: History, location, how and when to visit. Text in English, photos （页面存档备份，存于）.

Template:雅典地标